# بلاغرا
الحُصَافُ أو الحصف أو البِلَّغْرَة أو البِلَّاغْرة أو البلاغرا أو البلاجرا (بالإنجليزية: Pellagra)‏ هو مرض ناجم عن نقص النياسين (فيتامين بي3). تشمل الأعراض التهاب الجلد، الإسهال، الخرف والقروح في الفم. وعادةً ما تتأثر مناطق الجلد المعرضة لأشعة الشمس أو الاحتكاك أولاً. مع مرور الوقت قد تصبح البشرة المصابة أغمق، تتصلب، تتقشر أو تنزف.
هناك نوعان رئيسيان من البلاغرا، الأساسي والثانوي. تنجم البلاجرا الأساسية عن اتّباع نظام غذائي لا يحتوي على القدر الكافي من النياسين وتريبتوفان. تظهر البلاجرا الثانوية بسبب افتقار القدرة على استخدام النياسين ضمن النظام الغذائي. يمكن أن يحدث ذلك كنتيجة لإدمان الكحول، الإسهال طويل المدى، المتلازمة السرطاوية، داء هارنوب، وعدد من الأدوية مثل إيزونيازيد. يعتمد التشخيص عادة على الأعراض ويمكن مساعدته عن طريق اختبار البول.
يكون العلاج إما عن طريق إضافة النياسين أو نيكوتيناميد. تبدأ التحسنات الصحية عادة في غضون يومين. هناك تحسينات عامة في النظام الغذائي هي أيضا موصى بها في كثير من الأحيان. التقليل من التعرض لأشعة الشمس باستخدام واقي الشمس وملابس مناسبة أمر مهم في حين أن عملية شفاء الجلد قائمة. بدون علاج قد تحدث الوفاة. يحدث المرض بشكل أكثر شيوعًا في العالم النامي، تحديدًا أفريقيا جنوب الصحراء الكبرى.

## العلامات والأعراض

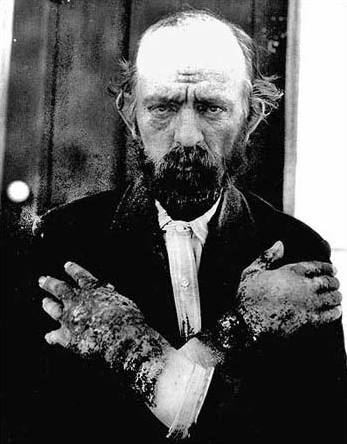
رجل مصاب بالبلاجرا مع آفات جلدية نموذجية

الأعراض الكلاسيكية للبلاغرا هي الإسهال، التهاب الجلد، الخرف، والموت. تتضمن قائمة الأعراض الأكثر شمولا ما يلي:
- حساسية لأشعة الشمس
- تساقط الشعر

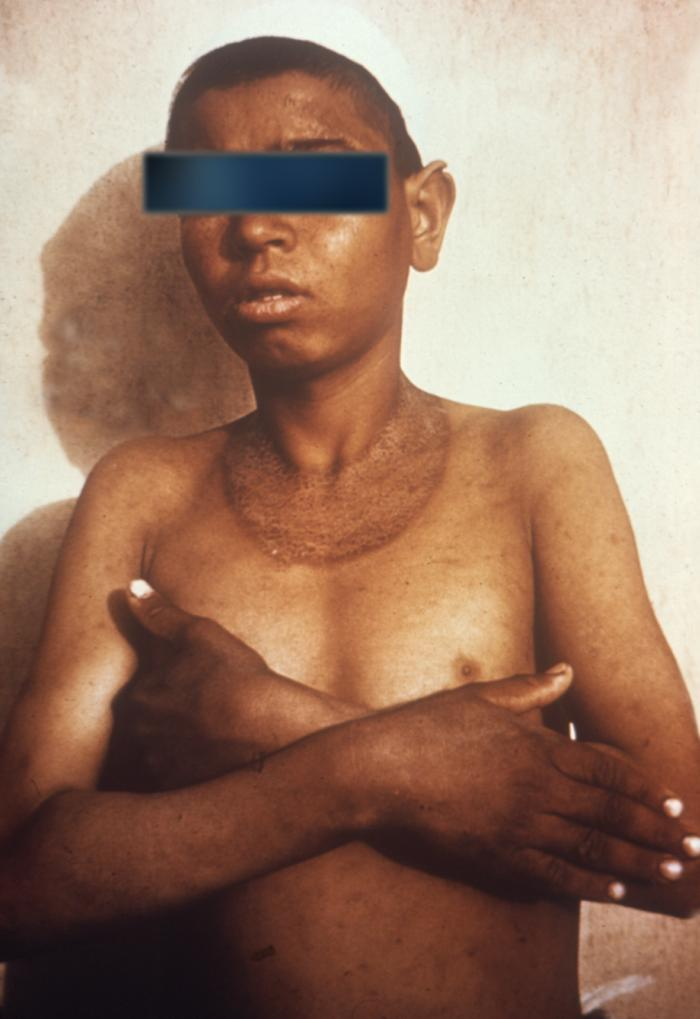
هذا الطفل لديه احمرار و التهاب بالجلد نتيجة اصابته بالبلاغرا

- التهاب الجلد (طفح جلدي مميز «ذو ياقة عريضة» يعرف باسم طوق كاسال)
- وذمة
- لسان أحمر مؤلم وأملس
- صعوبات في النوم
- ضعف
- ارتباك ذهني أو عدوانية
- تشوش ذهني.
- رنح (فقدان الاتزان)، شلل الأطراف، والتهاب الأعصاب المحيطي (تلف الأعصاب)
- إسهال
- اعتلال عضلة القلب التضخمي، تمدد عضلة القلب (تمدد وضعف في عضلة القلب)
- الخرف في نهاية المطاف

بالإضافة إلى ذلك، وصف فروستج وسبايس - وفقًا لما ورد عن Cleary and Cleary - المزيد من الأعراض النفسية التي تظهر على مرضى البلاغرا على وجه التحديد ومنها: 
- الاضطرابات النفسية الحسية (الانطباعات بأن الإضاءة الساطعة المزعجة تألمه، عدم تحمل الروائح والتسبب في الغثيان والقيء، الدوخة بعد الحركات المفاجئة، انطباعات مزعجة والشعور بضيق عند التعرض لأضواء ساطعة وعدم تحمل الروائح مما يتسبب في الشعور بغثيان وقيء، كذلك الشعور بالدوار بعد القيام بحركات مفاجئة).
- الاضطرابات النفسية الحركية (عدم الارتياح، التوتر والميل والرغبة في الشجار، زيادة الاستعداد للعمل الحركي، الشعور بتوتر وعدم راحة والرغبة في الشجار مع الآخرين، وزيادة الاستعداد للقيام بالأفعال التي تتطلب حركة).
- الاضطرابات العاطفية.

على الرغم من الأعراض السريرية، يمكن استخدام مستوى التريبتوفان في الدم أو النواتج البولية مثل نسبة 2-بيريدون / Nميثيلناسيناميد <2 أو نسبة NAD / NADP في خلايا الدم الحمراء لتشخيص البلاغرا. يمكن التأكد من التشخيص بعد التحسينات السريعة في الأعراض لدى المرضى الذين يستخدمون جرعات عالية من النياسين (250-500 ملغ / يوم) أو الغذاء المخصب من النياسين.

## علم الأوبئة
يمكن أن يكون البلاغرا شائعاً في الأشخاص الذين يحصلون على معظم طاقتهم الغذائية من الذرة، ولا سيما في المناطق الريفية في أمريكا الجنوبية، حيث تعد الذرة غذاءً أساسياً. إذا لم تكن الذرة منزوعة البذور، فهي مصدر سيئ للحصول على التريبتوفان، وكذلك النياسين. انتزاع البذور يقوم بتصحيح نقص النياسين، والقيام بذلك شائع في الثقافات الأمريكية الأصلية التي تنمي الذرة. بعد الدورة السنوية للذرة، تظهر الأعراض عادة خلال فصل الربيع، وتزداد في الصيف بسبب تعرض أكبر للشمس، وتعود في الربيع التالي. في الواقع، كان البلاجرا مستوطنا في الولايات الأفقر في الجنوب الأمريكي، مثل ميسيسيبي وألاباما، حيث أدى ظهوره الدوري في فصل الربيع بعد الوجبات الغذائية الشتوية الثقيلة إلى أن يعرف باسم «مرض الربيع» (خاصة عندما ظهر بين أكثر الأطفال غير المحصنين)، وكذلك بين سكان السجون ودور الأيتام التي كانت موضع دراسة الدكتور جوزيف جولدبيرجر.
البلاغرا شائع في أفريقيا وإندونيسيا والصين. أما في المجتمعات الغنية، غالبية المرضى المصابين بالبلاجرا السريري هم من الفقراء أو المشردين أو الذين يعتمدون على الكحول أو المرضى النفسيين الذين يرفضون تناول الطعام. كان البلاجرا شائعاً بين سجناء معسكرات العمل السوفييتية. وبالإضافة إلى ذلك، كثيراً ما يؤثر البلاغرا الناجم من نقص المغذيات التي يحتاجها الجسم بكميات قليلة للنمو والتطور الطبيعي، على السكان اللاجئين وغيرهم من النازحين بسبب ظروفهم السكنية الفريدة طويلة الأجل والاعتماد على المعونة الغذائية. يعتمد اللاجئون عادة على مصادر محدودة من النياسين الموفرة لهم، مثل الفول السوداني؛ يمكن أن يكون عدم الاستقرار في المحتوى الغذائي وتوزيع المعونة الغذائية هو السبب في الإصابة بالبلاغرا في السكان المشردين.
في الألفينات، كان هناك تفشي في البلدان مثل أنغولا وزيمبابوي ونيبال. في أنغولا على وجه التحديد، تشير التقارير الأخيرة إلى حدوث حالات مشابهة للبلاغرا منذ عام 2002 مع الإصابة بالبلاغرا السريرية بنسبة 0.3% من النساء و 0.2% من الأطفال ونقص النياسين في 29.4% من النساء و 6% من الأطفال ذات الصلة باستهلاك الذرة غير المعالجة العالي.
في بلدان أخرى مثل هولندا والدنمارك، حتى مع كمية استهلاك كافية من النياسين، تم الإبلاغ عن حالات. في هذه الحالة، قد يحدث نقص ليس فقط بسبب الفقر أو سوء التغذية، ولكن أيضًا ثانويًا للإدمان على الكحول، أو التفاعلات الدوائية (المؤثرات العقلية، أو تثبيط الخلايا، أو المسكنات)، أو نقص المناعة المكتسبة، أو نقص فيتامين بي2، أو بي6، أو متلازمات سوء الامتصاص مثل هارتنوب وكارسينويد.

## التاريخ
إن الطريقة التقليدية، والتي تُسمى nixtamalization، التي اتبعها المزارعون الأصليون للذرة في العالم الجديد لإعداد هذا النوع من الحبوب تعتمد على معالجة الذرة بمادة الجير وهي مادة قلوية. وقد ثبت في الوقت الحالي أن معالجة الذرة بالجير تزيد من نسبة احتوائها على فيتامين النياسين الغذائي وتقلل من احتمالية الإصابة بالبلاغرا. لكن عندما انتشرت زراعة الذرة في العالم، لم تعد تلك الطريقة في إعداد هذا النوع من الحبوب مستخدمة، وذلك لأن فائدتها لم تكن مفهومة بالنسبة للبعض. وجدير بالذكر أن المزارعين الأصليين والذين كانوا يعتمدون على الذرة بشكل كبير في طعامهم لم يصابوا بالبلاغرا. حيث انتشر مرض البلاغرا فقط عندما أصبحت الذرة طعامًا أساسيًا يتناوله الإنسان دون معالجته بالجير كما هو معتاد.
تم وصف البلاغرا لأول مرة في أسبانيا في عام 1735 بواسطة Gaspar Casal وأوضح أن المرض يتسبب في التهاب الجلد في المناطق المعرضة من الجلد للشمس مثل اليدين والقدمين والرقبة وأن أصل المرض النظام الغذائي السيء والتأثيرات الجوية. والذي قام بنشر أول وصف إكلينيكي للمرض في كتابه الذي نُشر بعد وفاته (Natural and Medical History of the Asturian Principality) (1762). ولهذا السبب، كان المرض يُعرف باسم "Asturian leprosy" واُعتبر أول وصف باثولوجي حديث لمتلازمة مَرّضية. كما كانت البلاغرا مرضًا مستوطنًا في شمال إيطاليا، حيث تمت تسميته "pelle agra" بواسطة فرانسيسكو فرابولي في ميلان حيث تعني كلمة pelle الجلد بينما تعني agra الالتهاب. مع تأثير البلاجرا على أكثر من 100.000 شخص في إيطاليا بحلول ثمانينيات القرن التاسع عشر، احتدمت المناقشات حول كيفية تصنيف المرض (كشكل من أشكال داء الإسقربوط، أو داء الفيل، أو كشيء جديد)، وعلى السببية. في القرن التاسع عشر، بدأ روسيل حملة في فرنسا للحد من استهلاك الذرة والقضاء على المرض في فرنسا، لكنه ظل مستوطناً في العديد من المناطق الريفية في أوروبا. ولأن تفشي الإصابة بالبلاغرا قد حدث في مناطق كان الذرة فيها محصول غذائي مهيمن، كانت الفرضية الأكثر إقناعاً في أواخر القرن التاسع عشر، كما تبناها سيزاري لومبيروزو، هي أن الذرة كانت تحمل مادة سامة أو كانت ناقلة للمرض. كان لويس سامبون، وهو طبيب أنجلو-إيطالي يعمل في كلية لندن للطب المداري، مقتنعاً بأن البلاجرا كانت تحملها حشرة على غرار الملاريا. وفي وقت لاحق، أدى الافتقار إلى فاشيات البلاغرا في أمريكا الوسطى، حيث تمثل الذرة محصول غذائي رئيسي، الباحثين إلى التحقيق في تقنيات المعالجة في تلك المنطقة.

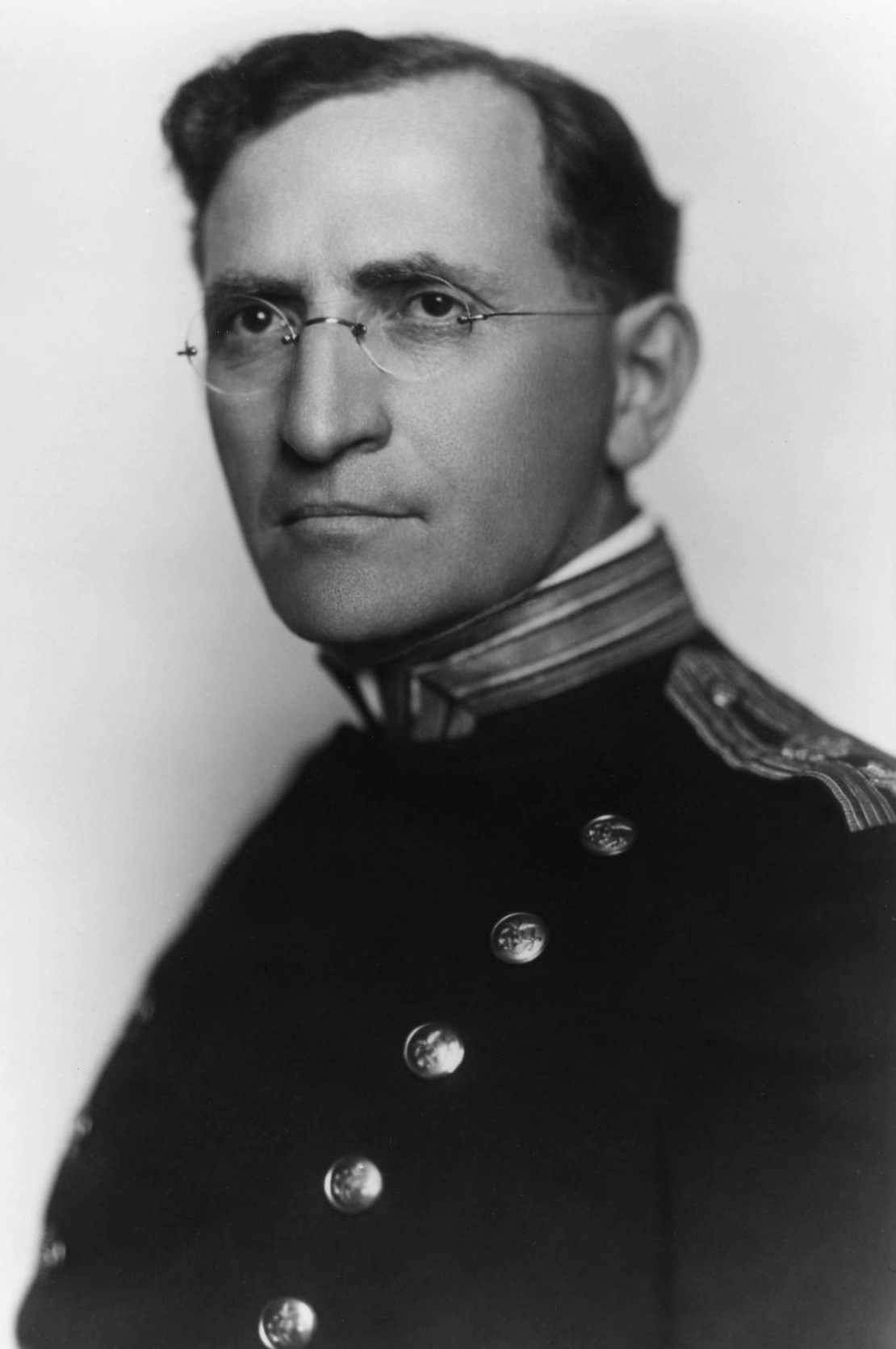
الطبيب جوزيف جولدبرجر

تمت دراسة البلاغرا معظمها في أوروبا حتى أواخر القرن التاسع عشر عندما أصبح وباءً وخاصةً في جنوب الولايات المتحدة. في أوائل عام 1900، بلغت البلاغرا أبعاد وبائية في أمريكا الجنوبية. بين عامي 1906 و 1940، تأثر أكثر من 3 ملايين أمريكي بالبلاغرا بأكثر من 100000 حالة وفاة، ومع ذلك فقد الغى الوباء نفسه بعد إغناء النياسين الغذائي. بلغ عدد الوفيات من البلاغرا في ولاية كارولينا الجنوبية 1,306 خلال الأشهر العشرة الأولى من عام 1915 ؛ تأثر 100,000 من الجنوبيين في عام 1916. في ذلك الوقت، رأى المجتمع العلمي أن البلاغرا ربما كان بسبب جرثومة أو بعض السموم غير المعروفة في الذرة. كان مستشفى سبارتنبرغ بولاية كارولينا الشمالية أول منشأة مخصصة لاكتشاف سبب الإصابة بالبلاغرا. تم تأسيسها في عام 1914 مع اعتماد خاص من الكونغرس لخدمة الصحة العامة في الولايات المتحدة (PHS) وتم إنشاؤها في المقام الأول للبحث. في عام 1915، أظهر جوزيف جولدبرجر، المخصصة لدراسة البلاجرا من قبل الجراح العام للولايات المتحدة، أنه مرتبط بالنظام الغذائي من خلال ملاحظة تفشي البلاجرا في دور الأيتام والمستشفيات العقلية. وأشار غولدبرغر إلى أن الأطفال الذين تتراوح أعمارهم بين 6 و 12 سنة (ولكن ليس كبار السن أو الأطفال الأصغر سنا في ملاجئ الأيتام) والمرضى في المستشفيات العقلية (ولكن ليس الأطباء أو الممرضات) هم الأكثر عرضة للإصابة بالبلاجرا. افترض غولدبرغر أن قلة اللحوم والحليب والبيض والبقوليات جعلت تلك المجموعات الخاصة عرضة للبلاجرا. من خلال تعديل النظام الغذائي الذي يتم تقديمه في هذه المؤسسات مع «زيادة ملحوظة في الحيوانات الطازجة والأطعمة البروتينية البقولية»، تمكن غولبرغر من إظهار إمكانية منع البلاجرا. بحلول عام 1926، أثبت Goldberger أن اتباع نظام غذائي يحتوي على هذه الأطعمة، أو كمية صغيرة من خميرة البيرة، منع البلاجرا.
في بداية القرن العشرين، وصل معدل الإصابة بالبلاجرا إلى نسب مرتفعة في جنوب أمريكا. حيث كانت هناك 1,306 حالة وفاة في ولاية ساوث كارولينا إثر الإصابة بالبلاجرا في خلال العشرة شهور الأولى من عام 1915؛ فضلاً عن أنه كان هناك 100,000 شخص مصاب بالمرض من سكان الجنوب. في ذاك الوقت، اعتقد العلماء أن سبب الإصابة بالبلاجرا قد يرجع إلى نوع من الجراثيم أو بعض السموم غير المعروفة الموجودة في الذرة. جدير بالذكر أن أول مستشفى تفرغت لاكتشاف سبب الإصابة بالبلاجرا كانت مستشفى Spartanburg Pellagra Hospital في مدينة سبارتنبرج بولاية ساوث كارولينا. تأسست تلك المستشفى، والتي أُنشأت أساسًا من أجل إجراء الأبحاث العلمية، في عام 1914 عن طريق تمويل من الكونجرس لهيئة خدمات الصحة العامة في الولايات المتحدة. وفي عام 1915، أوضح جوزيف جولدبرجر، والذي تم اختياره لدراسة مرض البلاجرا بواسطة كبير الأطباء في الولايات المتحدة، أن الإصابة بالبلاجرا ارتبطت بالنظام الغذائي والذي كان سببًا للإصابة بالمرض لدى السجناء، فضلاً عن أنه اتخذ من مستشفى Spartanburg Pellagra Hospital عيادةً خاصة له. وبحلول عام 1926، توصل جولدبرجر إلى أن النظام الغذائي المتوازن أو تناول كمية صغيرة من الخميرة البيرة يساعدان في الوقاية من الإصابة بالبلاجرا. وعلى الرغم من ذلك، ظل الشك قائمًا في الوسط الطبي حتى عام 1937، عندما أوضح Conrad Elvehjem أن فيتامين النياسين يساعد في العلاج من البلاجرا (وهو مرض يكون فيه اللسان أسود اللون) لدى الكلاب. هذا، وقد أوضحت الدراسات التي أجراها فيما بعد الباحثون توم سبايس وماريون بلانكنهورن وكلارك كوبر أن النياسين يساعد أيضًا في علاج البلاجرا لدى الإنسان، ولهذا السبب منحت مجلة التايم كل منهم لقب شخصية العام في العلوم الشاملة لعام 1938.
في الأبحاث العلمية التي أُجريت في الفترة ما بين 1900 و1950، وُجد أن عدد الحالات المصابة بالبلاجرا من السيدات كان ضعف الحالات المصابة بهذا المرض من الرجال. ويُعتقد أن السبب في ذلك يرجع إلى تأثير هرمون الإستروجين الذي يثبط تحول حمض التريبتوفان الأميني إلى النياسين. كما يُعتقد أيضًا أن السبب قد يرجع إلى الاختلاف بين الرجال والسيدات من حيث كمية ونوعية الأطعمة الجيدة التي يتم تناولها في المنزل. هذا، وقد قدم بعض الباحثين في هذا الوقت عددًا من التفسيرات لهذا الاختلاف. فالرجال باعتبارهم العائل الأساسي للأسرة، يتم الاهتمام بهم وإيثارهم بشكل خاص على مائدة الطعام. هذا فضلاً عن أنهم يمتلكون المال لشراء الأطعمة خارج المنزل من مصروفهم الخاص. بالإضافة إلى ذلك، فإن السيدات يؤثرن أطفالهن على أنفسهن ويقدمن لهم الأطعمة الغنية بالبروتين أولاً. كما أنهن قد يتناولن طعامهم بعد التأكد من إطعام جميع أفراد الأسرة. هذا إلى جانب أن السيدات في ذلك الوقت كانت تفضلن تناول الذرة والعسل الأسود ولحم الخنزير الذي يحتوي على نسبة عالية من الدهون، وكلها أطعمة تساهم في الإصابة بالبلاجرا.[بحاجة لمصدر]
من ناحية أخرى، ربط ثيودور جلمان وجوزيف جلمان بين الإصابة بالبلاجرا وبين النسيج الهيكلي في بحثهما الذي أجرياه حول الزنوج في جنوب أفريقيا. كما قدما بعضًا من أفضل الأدلة العلمية التي توضح الأعراض الهيكلية الناتجة عن الإصابة بالبلاجرا والتفاعلات التي تحدث في العظام بسبب سوء التغذية. فضلاً عن أنهما قاما بدراسات بالاستعانة بالأشعة على المصابين بالبلاجرا من البالغين، وقد أوضحت تلك الدراسات أن هؤلاء المرضى يعانون من هشاشة عظام بدرجة ملحوظة. كما لوحظ أن المصابين بالبلاجرا يعانون من التوازن السلبي للمعادن التي تحتوي عليها أجسامهم، وهو ما يتضح في التحرك والإفراز النشطين للعناصر المعدنية الداخلية، ومما لا شك فيه أن ذلك كله أثر على التكون الجديد للعظام. إضافة إلى ما سبق، كان أكثر من نصف المرضى المصابين بالبلاجرا يعانون من تسوس الأسنان بشكل كبير. وفي معظم الحالات، صاحب تسوس الأسنان انكماش حاد للثة وتعفن الأسنان وتآكلها لدرجة أدت إلى ظهور طبقة الملاط (الطبقة الصلبة التي تغطي جذور الأسنان)، هذا بالإضافة إلى تخلخل الأسنان.
جرب جولدبيرغر 11 سجينًا (تم فصل أحدهم بسبب التهاب البروستاتا). قبل التجربة، كان السجناء يتناولون أجرة السجن التي تم تغذيتها لجميع السجناء في مزرعة رانكين بريزون في ميسيسيبي. بدأ Goldberger إطعامهم نظام غذائي محدود من الفريك، شراب، الهريس والبسكويت والملفوف والبطاطس الحلوة والأرز، والكولستر، والقهوة مع السكر (لا حليب). تم اختيار المتطوعين البيض الأصحاء حيث كان من الأسهل رؤية الآفات الجلدية النموذجية في القوقازيين وكان هؤلاء السكان أقل عرضة للمرض، وبالتالي قدموا أقوى دليل على أن المرض كان ناجما عن نقص التغذية. خاضت المواضيع أعراض معتدلة، ولكن نموذجية معرفية وأمراض الجهاز الهضمي، وخلال خمسة أشهر من هذا النظام الغذائي القائم على الحبوب، اندلعت ستة من أصل 11 شخصا في الآفات الجلدية التي هي ضرورية للتشخيص النهائي للبلاجرا.
ظهرت العلامات الجلدية أولاً على كيس الصفن. لم تتسنى ل Goldberger الفرصة لتجربة اثر عكس وارجاع النظام الغذائي وربطه بالمرض حيث تم إطلاق سراح السجناء بعد وقت قصير من تشخيص الإصابة بالبلاغرا. في العشرينات من القرن العشرين 1920 م، ربط البلاغرا باتباع نظام غذائي في المناطق الريفية القائم على الذرة بدلاً من العدوى، على عكس الأفكار الطبية الشائعة في ذلك الوقت. على الرغم من كل جهوده، إلا أن قلة من الأطباء تناولوا أفكاره بسبب ضرورة الإصلاح الاجتماعي، خاصة في نظام الأرض في ذلك الوقت، مما أدى إلى العديد من الوفيات والقوالب النمطية التي يمكن تجنبها. يذكر جولدبرجر Goldberger بأنه «البطل المجهول لعلم الأوبئة السريرية الأمريكية». ومع ذلك، فشل في تحديد عنصر محدد تسبب غيابه في الإصابة بالبلاغرا.
في عام 1937، أظهر كونراد الفيجيم، وهو أستاذ كيمياء حيوية في جامعة ويسكونسن-ماديسون، أن فيتامين النياسين يعالج البلاغرا في الكلاب (الظاهرة كلسان أسود). أثبتت الدراسات اللاحقة التي قام بها الدكتور توم سبايز، ماريون بلانكنهورن، وكلارك كوبر أن النياسين عالج البلاغرا أيضا في البشر، والتي أطلقت عليهم مجلة تايم لقب رجال السنة 1938 لعام في العلوم الشاملة.
وجد البحث الذي أجري بين عامي 1900 و 1950 أن عدد حالات النساء المصابات بالبلاغرا كان باستمرار ضعف عدد حالات الرجال المصابين. ويعتقد أن هذا يرجع إلى التأثير المثبط للإستروجين في تحويل التريبتوفان الأحماض الأمينية إلى النياسين. قدم بعض الباحثين في ذلك الوقت بعض التفسيرات حول الاختلاف.
جيلمان وجيلمان المتعلقة بالأنسجة العظمية والبلاغرا، في أبحاثهم في جنوب أفريقيا وفروا بعض أفضل الأدلة على مظاهر الهيكل العظمي للبلاغرا ورد فعل العظام في سوء التغذية. وادعوا أن الدراسات الإشعاعية للبيلاغراين الكبار أظهرت هشاشة العظام الملحوظ. ولوحظ وجود توازن معدني سالب في البيلاغرين، وهو ما يشير إلى التعبئة النشطة وإفراز المواد المعدنية الذاتية، مما أثر بلا شك في معدل دوران العظام. كانت تسوس الأسنان واسعة النطاق في أكثر من نصف مرضى البلاغرا. في معظم الحالات، ارتبط التسوس بـ «التقلص اللثوي الشديد وتخفيف الأسنان».

## معدل انتشار المرض
قد تشيع الإصابة بالبلاجرا بين هؤلاء الأشخاص الذين يحصلون على معظم الطاقة الغذائية من الذرة، وخاصةً بين سكان الريف في أمريكا الجنوبية حيث تشكل الذرة طعامًا أساسيًا هناك. وتُعد الذرة مصدرًا فقيرًا في التريبتوفان بالإضافة إلى النياسين، وذلك إذا لم يجرَ لها معالجة بالجير. هذا، وتعمل المعالجة بمادة الجير على زيادة نسبة النياسين في الذرة، وهي طريقة شائعة يستخدمها الأمريكان الأصليون والذين يقومون بزراعة الذرة. بعد انتهاء دورة زراعة الذرة، غالبًا ما تظهر أعراض المرض خلال موسم الربيع، وتزداد في موسم الصيف بسبب زيادة التعرض لأشعة الشمس، ثم تظهر الأعراض ثانيةً في موسم الربيع التالي. وفي حقيقة الأمر، كانت البلاجرا مرضًا مستوطنًا في الولايات الفقيرة في جنوب الولايات المتحدة، مثل ولاية ميسيسيبي وألاباما، بالإضافة إلى أنها كانت منتشرة بين المحتجزين في السجون ودور الأيتام كما أوضحت الدراسات التي قام بها الطبيب جوزيف جولدبرجر.
تجدر الإشارة إلى أن الإصابة بالبلاجرا تنتشر في أفريقيا وأندونيسيا والصين. وفي المجتمعات الغنية، يكون أغلب المرضى المصابين بالبلاجرا الإكلينيكية من الفقراء أو المشردين أو مدمني الكحوليات أو من المرضى الذين يعانون من مشكلات نفسية والذين يرفضون تناول الطعام. كما انتشرت الإصابة بهذا المرض بين السجناء في معسكرات العمل الإلزامي السوفيتية وبالتحديد معسكرات الجولاج. ومن الممكن أن يوجد أيضًا بين حالات إدمان الكحول. المزمنة بالإضافة إلى ذلك، تعد البلاجرا نوعًا من الأمراض الناتجة عن نقص العناصر الغذائية الصغرى بالجسم، وعادةً ما يصيب هذا المرض السكان اللاجئين وغيرهم من النازحين بسبب ظروفهم السكنية غير المستقرة والتي تستمر لفترات طويلة، هذا بالإضافة إلى اعتمادهم على المعونات الغذائية. هذا فضلاً عن أن اللاجئين عادةً ما يعتمدون في طعامهم على مصادر غذائية محدودة من النياسين والتي تُقدم لهم، مثل الفول السوداني؛ كما من الممكن أن يكون عدم استقرار المحتوى الغذائي أو المعونات الغذائية سببًا للإصابة بالبلاجرا بين السكان اللاجئين.

## السبب
سبب البلاجرا الرئيسي نقص النياسين في الطعام. وهو أحد فيتامينات بي المركب، وقد يحدث بسبب عوامل أخرى  ، مِثل:
1. كثرة تناول الأطعمة غير المحتوية على النياسين والتريبتوفان، كَالذُرة.
2. إذا كان الشخص مصاب بمتلازمة السرطان الخبيث أو ما يعرف بـِالورم السرطاوي.
3. إذا كان الشخص مصاب بمرض هارتناب (Hartnup Disease).
4. في حالات نقص فيتامين بي7

## الفسيولوجية المرضية
يمكن للبلاغرا ان تحدث وفقا لعدة آليات، السبب الكلاسيكي لحدوثها هو نقص النياسين (فيتامين بي3)، مما يؤدي إلى انخفاض في إنتاج NAD مما يؤدي إلى العديد من الامراض (اذ ان NAD وشكلها المفسفر فوسفات ثنائي نيوكليوتيد الأدينين وأميد النيكوتين هي عوامل مساعدة لازمة في العديد من عمليات الجسم) والتاثير الباثولوجي للبلاغرا واسع وإذا لم يعالج يؤدي للوفاة.
الآلية الأولى هي نقص غذائي بسيط في النياسين. ثانياً قد ينجم ذلك عن نقص التريبتوفان، وهو حمض أميني أساسي يوجد في اللحوم والدواجن والأسماك والبيض والفول السوداني بحيث يتحول  داخل الجسم إلى النياسين. ثالثًا، قد يكون السبب في ذلك زيادة في الليوسين، لأنه يثبط (quinolinate phosphoribosyl transferase) (QPRT)ويحول دون تكوين حامض النياسين أو النيكوتينيك إلى النوكليوتيد أحادي النوكليوتيد  مما يسبب ظهور أعراض مشابهة للبلاغرا.
بعض الظروف  يمكن أن تمنع امتصاص النياسين أو التربتوفان الموجود بالغذاء  وتؤدي إلى البلاجرا. يمكن أن يؤدي التهاب الصائم أو الدقاق (اللفائفي) (اجزاء من الامعاء الدقيقة)  إلى منع امتصاص هذه المواد الغذائية، مما يؤدي إلى الإصابة بالبلاغرا، وهذا بدوره يمكن أن يكون سببه مرض كرون. [ استئصال المعدة والأمعاء يمكن أيضا أن يسبب الإصابة بالبلاغرا. يمكن للإدمان الكحولي المزمن أيضاً أن يسبب سوء امتصاص يدا بيد مع نظام غذائي منخفض بالنياسين والتريبتوفان لحدوث البلاغرا.مرض هارتناب هو اضطراب وراثي يقلل من امتصاص التربتوفان، مما يؤدي إلى الإصابة بالبلاجرا.
قد تؤدي أيضًا التغييرات في التمثيل الغذائي للبروتينات إلى ظهور أعراض شبيهة بالبلاغرا. ومن الأمثلة على ذلك متلازمة الورم السرطاوي، وهو مرض تستخدم فيه أورام  الغدد الصماء العصبية الموجودة على طول الجهاز الهضمي التريبتوفان كمصدر لإنتاج السيروتونين، وهو ما يحدّ من التريبتوفان المتاح لتكوين النياسين. في الناس الطبيعيين، يتم تحويل واحد في المئة فقط من التريبتوفان المأخوذ من الغذاء  إلى السيروتونين. الا انه في المرضى الذين يعانون من متلازمة الورم السرطاوي، قد تزيد هذه النسبة إلى 70 ٪. وبالتالي يمكن أن تؤدي متلازمة  الورم السرطاوي (الكارسينويد)  إلى نقص النياسين وظهور اعراض البلاغرا. يميل دواء مكافحة السل إلى الارتباط بفيتامين بي6 وتقليل تكون النياسين، حيث أن بي6 (المعروف بالبيريدوكسين) هو عامل مساعد يساعد في تفاعل التريبتوفان إلى النياسين.
العديد من العقاقير العلاجية يمكن أن تؤدي إلى البلاغرا. وتشمل هذه المضادات الحيوية أيزونيازيد، التي تقلل بي6 المتاحة عن طريق الربط بها وجعلها غير نشطة، ويترتب عليه عدم امكانية استخدامه في تكوين النياسين، أيضا الكلورامفينيكول؛ والدواء المضاد للسرطان فلورويوراسيل؛ ومثبط المناعة مركابتوبورين.
علاوة على ذلك، من الممكن أن تتسبب بعض التغيرات التي تحدث في عملية الأيض للبروتينات في ظهور أعراض مشابهة للبلاجرا. مثال على ذلك هو المتلازمة السرطانية، وهو مرض تقوم الأورام السرطانية فيه بإفراز كميات كبيرة من السيروتونين. في المرضى العاديين، يقوم الجسم بتحويل واحد بالمائة فقط من التريبتوفان الغذائي إلى السيروتونين، على الرغم من ذلك، من الممكن أن تزيد تلك النسبة لتصل إلى 70 بالمائة لدى المرضى المصابين بالمتلازمة السرطانية. مثل هذا التحويل للتريبتوفان لتكوين السيروتونين لدى المرضى المصابين بأورام انتقالية من الممكن أن ينتج عنه نقص نسبة التريبتوفان. ومن ثم قد تؤدي المتلازمة السرطانية إلى نقص تكوين البروتينات وافتقار الجسم إلى النياسين، وبالتالي إلى ظهور الأعراض الإكلينيكية للبلاجرا.

## خصائص النياسين

### الكيميائية
النياسين هو الوصف العام لحمض البيريدين 3-الكاربوكسيلي ومشتقاته التي تظهرنوعيا النشاط البيولوجي للنيكوتيناميد. مصطلح النياسين قد يشير  إما إلى حمض النيكوتين أو في بعض الأحيان، أكثر غموضا، إلى مجموع حمض النيكوتينيك والنيكوتيناميد (nicotinamide) في النظام الغذائي. كلا المركبين مستقران، مواد صلبة بلورية بيضاء. نيكوتيناميد هو أكثر قابلية للذوبان من حمض النيكوتين في الماء والكحول والإثير.
لأن العديد من أشكال النياسين متوفرة للجسم، ويمكن تحويل التريبتوفان إلى النياسين عند نسبة 60 ملغ من التريبتوفان إلى 1 ملغم من النياسين، يستخدم المصطلح «مكافئ النياسين» لوصف المساهمة في المدخول الغذائي من جميع اشكال النياسين النشطة، النياسين كذلك هو جزء من فيتامين بي.

### الفسيولوجية
يتم امتصاص كل من الحمض والاميد من هذا الفيتامين  بسهولة في الأمعاء الدقيقة. في الأنسجة، معظم الفيتامين موجود في  شكله الايضي النشط من النيكوتيناميد الأدينين دينوكليوتيد (NAD) و (nicotinamide adenine dinucleotide phosphate (NADP. وتتكون هذه الإنزيمات في الدم والكلى والدماغ والكبد. قد يحتوي جهاز التخزين الرئيسي، الكبد، على كمية كبيرة من فيتامين bioavailable، ولكن  القليل من النياسين يخزن على هذا النحو (jacob، 1990).
يتم امتصاص الفيتامين بشكل كامل تقريباً في التركيزات الدوائية. وجود أوغياب الطعام في القناة الهضمية يبدو أن ليس لها أي تأثير على امتصاص النياسين. الادوية، ريفامبين والأيزونيازيد (لمرض السل) تمنع امتصاص النياسين. يفرز النياسين كنواتج ايضية مخلفة ذائبة في الماء. أهمها N1- ميثيل نينكوتيناميد و 1 - ميثيل - 6 - بيريدون كاربوكسأمايد (1-methyl-6-pyridone 3-carboxamide). يفرز الإنسان بشكل يومي ما يصل إلى 30 ملغ من إجمالي نواتج النياسين التي تتراوح من 7-10ملغم هي N1-Methylnicotinamide (كومز، 1992).عند ارتفاع معدلات تناول النياسين، يتم التخلص على نحو (65-85% من المجموع) بدون أي تغيير عليه.
يتم تصنيع الأشكال النشطة استقلابيا من النياسين - NAD و NADP - من ثلاثة متحولات: حمض النيكوتين ونيكوتيناميد وتريبتوفان. كفاءة التحويل من التربتوفان إلى النياسين ينخفض في ظل ظروف نقص البيريدوكسين (فيتامين B6). وقد اقترح أيضا أن نقص كل من الزنك والنحاس التي هي العوامل المساعدة الأساسية من الانزيمات الرئيسية، قد يضعف تحول التريبتوفان للنياسين.

## الكمية اليومية الموصى به
- مكافئ النياسين هو 1 ملغ من النياسين أو 60 ملغ تريبتوفان.

### الكمية اليومية الموصى بها للبالغين
الكمية الموصى بها من النياسين للبالغين من جميع الأعمار هي 6.6 مكافئات النياسين لكل 1000 سعرة حرارية وليست أقل  من 13 من مكافئات النياسين عند مآخذ السعرات الحرارية التي تقل عن 2000 سعر حراري (منظمة الصحة العالمية، 1967 ؛ البحوث الوطنية Council [U.S.]، 1989). وقد تم تأكيد كفاية هذا التوصية مؤخرا في الشبان (جاكوب وآخرون، 1989). على أساس متطلبات السعرات الحرارية للبالغين، فإن الكمية المأخوذة الموصى بها توفر 21.1 مكافئ للنياسين لـ «الرجل المرجعي» (3200 سعرة حرارية) و 15.2 مكافئ للنياسين لـ«المرأة المرجعية» (2300 سعرة حرارية).

### الكمية اليومية الموصى بها للنساء الحوامل والمرضعات
لا يوجد دليل على أن الحاجة إلى مكافئات النياسين تزداد في الحمل والإرضاع أعلى من تلك التي تستوفيها المدخول الموصى به من 6.6 مكافئات النياسين لكل 1000 سعر حراري لكل يوم (منظمة الصحة العالمية، 1967). على الرغم من ذلك، يوصي مجلس الأبحاث القومي بالولايات المتحدة بإجراء إضافة 5.0 مكافئات النياسين يوميا للنساء المرضعات على أساس زيادة الحاجة للطاقة اثناء الرضاعة وكذلك فقدان 1.5 ملغ من النياسين لكل 850 مل من حليب الثدي.
على الرغم من المشاركة المحتملة للآلية البيولوجية التي تعزز قدرة النساء الحوامل لتحويل التربتوفان إلى مشتقات النياسين (wolf، 1971)،  لذلك تنصح النساء الحوامل بزيادة تناول النياسين بسبب زيادة متطلبات الطاقة. أي زيادة 2 من مكافئات النياسين يوميا  على أساس زيادة الطاقة المطلوبة بنسبة 300 سعرة حرارية باليوم (National Research Council [U.S.]، 1989).

### الكمية الموصى بها للرضع والأطفال
الكمية المقبولة الموصى بها من 6.6 مكافئات من النياسين لكل 1000 سعرة حرارية يوميًا للأطفال البالغ عمرهم 6 أشهر أو أكثر. للرضع إلى 6 أشهر، من المقبول أن الرضاعة الطبيعية من ام ذات تغذية جيدة ستقوم الأم بتوفير ما يكفي من النياسين المعادل لتلبية احتياجات هذه الفئة العمرية، أي 8 مكافئ النياسين / 1000 سعر حراري (منظمة الصحة العالمية، 1967).

## الولايات المتحدة
تم الإبلاغ عن البلاغرا لأول مرة في عام 1902 في الولايات المتحدة، وقد «تسبب في وفيات أكثر من أي مرض آخر متعلق بالتغذية في التاريخ الأمريكي»، ووصل إلى معدلات وبائية في أمريكا الجنوبية خلال أوائل القرن العشرين. كان الفقر واستهلاك الذرة أكثر عوامل المسببة للخطر التي لوحظت في كثير من الأحيان، ولكن السبب الدقيق لم يكن معروفًا، إلى أن قام جوزيف جولدبيرجر بالعمل الرائد. اكتشف المكتب الوطني للبحوث الاقتصادية لعام 2017 عن دور إنتاج القطن في ظهور المرض ؛ إحدى النظريات البارزة هي أن «إنتاج القطن على نطاق واسع أدى إلى نزوح الإنتاج المحلي عن إنتاج الأطعمة الغنية بالنياسين، ودفع المزارعين الفقراء في الجنوب وعمال المطاحن إلى استهلاك الذرة المطحونة في الغرب الأوسط، والتي كانت رخيصة نسبيًا ولكنها أيضًا خالية من النياسين الضروري لمنع البلاغرا». قدمت الدراسة أدلة مؤيدة للنظرية: كانت هناك معدلات منخفضة للبلاغرا في المناطق التي أجبر فيها المزارعون على التخلي عن إنتاج القطن (وهو محصول مربح للغاية) لصالح المحاصيل الغذائية (المحاصيل الأقل ربحية) بسبب الإصابة بالسكرة القطنية لمحاصيل القطن. (التي وقعت بشكل عشوائي).
1. تحتوي الجرثومة على الزيت الذي يتعرض للطحن، وبالتالي فإن دقيق الذرة وحبوب القمح الكاملة تتحول بسرعة إلى درجة حرارة الغرفة ويجب تبريدها.
2. تتطلب دقيق الذرة وحبوب القمح الكاملة أوقات طهي ممتدة كما هو موضح في اتجاهات الطبخ التالية للفريك والحبوب الكاملة ؛
«ضعي الحبيبات في مقلاة وأغمريها بالماء. اسمحي للحبيبات أن تستقر لمدة دقيقة كاملة، قم بإمالة المقلاة، واخلع القشرة وتخلص من القشر والقشور بمصفاة الشاي الجيدة. اطهي الحبيبات لمدة 50 دقيقة إذا كانت الحبيبات مغمورة طوال الليل وإذا لم تكن ضعيها 90 دقيقة»
معظم النياسين في حبوب البقوليات الناضجة موجود على شكل niacytin(نياستين)، وهو النياسين المرتبط مع الهيميسليولوز hemicellulose على شكل مركب غير متاح من الناحية الغذائية (لا يتم الاستفادة منه). في الذرة الناضجة قد يصل هذا إلى 90% من إجمالي محتوى النياسين. إن طريقة تحضير nixtamalization باستخدام نواة الذرة المجففة كلها جعلت هذا النياسين متاحا من الناحية التغذوية وقلل من فرصة تطوير البلاغرا. يتركز Niacytin في طبقات aleurone و germ التي تتم إزالتها بالطحن. أصبح طحن وتذويب الذرة في إعداد دقيق الذرة ممكنا مع تطوير مزيل البياض الذي كان في الأصل براءة اختراع في عام 1901 وكان يستخدم لفصل الحصى عن البذرة في معالجة الذرة. ومع ذلك، فإن عملية التحلل هذه تقلل محتوى النياسين من دقيق الذرة.
كان كازيمير فانك، الذي ساعد على توضيح دور الثيامين في مسببات مرض البري بري، محققًا مبكرًا في مشكلة البلاجرا. اقترح فونك أن التغيير في طريقة طحن الذرة كان مسؤولاً عن اندلاع البلاجرا، ولكن لم يتم الاهتمام بمقاله حول هذا الموضوع.
تطورت البلاجرا خاصة بين الفئات السكانية الضعيفة في مؤسسات مثل دور الأيتام والسجون، بسبب النظام الغذائي الرتيب والمقيّد. سرعان ما بدأ البلاجرا يحدث بنسب وبائية في ولايات جنوب نهر بوتوماك وأوهايو. استمر وباء البلاجرا لما يقارب  أربعة عقود ابتداءً من عام 1906. وتشير التقديرات إلى أن هناك 3 ملايين حالة و 100000 حالة وفاة بسبب الإصابة بالبلاجرا خلال الوباء.

## المضاعفات
تشمل القلق والصداع والتوتر العصبي والأرق، وقد تتطور حالات الإصابة الشديدة بمرض البلاغرا إلى الخرف

## العلاج
إذا لم يتم علاجها، يمكن أن تقتل البلاغرا في غضون أربع أو خمس سنوات. العلاج باستخدام النيكوتيناميد، الذي له نفس وظيفة النياسين وهيكل كيميائي مماثل، ولكن له سمية أقل. يعتمد تواتر وكمية النيكوتيناميد التي تدار على الدرجة التي تقدمت بها الحالة.

## الثقافة الشعبية
رواية جورج سيشنز بيري لعام 1941 بعنوان «حمل الخريف في يدك» - وجين رينوار في فيلمه لعام 1945، من كتابه «الجنوبيون» - يشتمل على البلاجرا («مرض الربيع») كعنصر رئيسي في قصة عائلة مزرعة تكساس الفقيرة.

## وصلات خارجية
- Chisholm, Hugh, ed. (1911). "Pellagra" . Encyclopædia Britannica (بالإنجليزية) (11th ed.). Vol. 21. p. 69.